# Yugi Tsuda
Yugi Tsuda, né le 21 décembre 2002,, est un coureur cycliste japonais, il a gagné les championnats du Japon sur route juniors,.

## Biographie
Le 27 juin 2019, il termine 2e au championnat du Japon de contre-la-montre juniors. Le lendemain, il gagne la course en ligne des championnat du Japon juniors.
Le 23 septembre 2019, il termine 61e au championnat du monde du contre-la-montre juniors, trois jours plus tard, il participe à la course en ligne des championnats du monde de cyclisme sur route où il abandonne.

## Palmarès

### Palmarès amateur
- 2019
  -  Champion du Japon sur route juniors[4],[7]
  - 2e du championnat du Japon du contre-la-montre juniors[4],[8]
  - 9e du Tour de DMZ[9],[10]
  - Marmande Val de Garonne Classic[11],[12]
  - 3e du Winter Road Race[13]
  - 3e du Kawajima Omino Criterium[14]
- 2020
  - Trophée de la Ville de Châtellerault[15]
  - 5e du Tour de la Région Sud PACA Juniors[16]
  - 7e de Gipuzkoa Klasika[17],[18]
  - 7e du Classic Jean-Patrick Dubuisson Juniors[19],[20]
- 2021
  - 9e du Critérium de Brioude[21],[22]
- 2024
  - 2e du Grand Prix de la Saint-Romain[23],[24]
  - 5e du Tour de Martinique[4],[25],[26]
  - 7e du Grand Prix de la Ville Rassuen[27]
  - 9e de Sur les pas des romains[28],[29]

### Palmarès professionnel
- 2023
  - Ishikawa Road Race[4],[30],[31]
  - 2e du championnat du Japon du contre-la-montre espoirs[4],[32],[33]
  - 2e du championnat du Japon sur route espoirs[4],[33],[34]
  - 3e du Shibushi Criterium[35],[36]
  - 3e d'Ishikawa Criterium[4],[37],[38]
  - 6e du Kanoya Kimotsuki Road Race[39],[40]
  - 7e du  Minamiuonuma Criterium[41],[42]
  - 10e de Sanyo Construction Sagishima Road Race[43],[44]
  - 10e de Minamiuonuma[45],[46]